# Canthon cyanellus
Canthon cyanellus là một loài bọ cánh cứng trong họ Bọ hung (Scarabaeidae).